# Nicola Larini
 (avril 2023).
Si vous disposez d'ouvrages ou d'articles de référence ou si vous connaissez des sites web de qualité traitant du thème abordé ici, merci de compléter l'article en donnant les références utiles à sa vérifiabilité et en les liant à la section « Notes et références ».
Nicola Larini est un pilote automobile italien né le 19 mars 1964 à Lido di Camaiore en Italie. Il a disputé plusieurs saisons de Formule 1 entre 1987 et 1997. En 49 GP disputés, il a marqué sept points et a décroché une 2e place lors du GP d'Imola 1994. Il a remporté le titre DTM en 1993. Il pilote en championnat du monde des voitures de tourisme de 2005 à 2009 pour Chevrolet.

## Biographie
Larini commence sa carrière en sport automobile en 1983 en pilotant en Formule 3 chez Coloni. Il court également en Formule Abarth en 1984, où il termine troisième du championnat. Champion d'Italie de Formule 3 en 1986 avec Coloni, Nicola Larini accède à la Formule 1 à la fin de l'année suivante lorsque l'écurie décide de se lancer dans la catégorie reine. Il ne parvient pas à se qualifier pour son premier Grand Prix mais il dispute sa première course en Espagne (abandon sur problème de suspension).
En 1988, il est recruté par Osella, une autre modeste équipe italienne. Pendant deux années, il réalise quelques prestations intéressantes compte tenu de la faiblesse de son matériel, sans jamais marquer de points. Il se qualifie dix fois en 1988 et termine neuvième à Monaco. En 1989, il est sixième à Saint Marin lorsqu'il doit renoncer. Il occupe même la troisième place au Canada avant d'abandonner sur panne électrique.
En 1990, Larini fonde de gros espoirs dans son arrivée chez Ligier mais l'écurie française est alors en pleine crise sportive et technique. 
Larini effectue son retour en Italie en 1991 en intégrant les rangs de l'écurie novice Modena Team qui engage des monoplaces châssis-moteur Lamborghini, conçues par Mauro Forghieri mais ne bénéficiant pas du soutien financier de la maison-mère. Le manque de moyens se traduit par des résultats rapidement catastrophiques. Larini prend le départ de cinq épreuves avant de ne plus parvenir à se qualifier. Il obtient toutefois une septième place au Grand Prix des États-Unis ; l'équipe quitte le championnat à la fin de la saison 1991.
En 1992, Larini est recruté par la Scuderia Ferrari en tant que pilote-essayeur, les titulaires étant Ivan Capelli et Jean Alesi. Capelli étant limogé peu avant le terme de la saison, Larini dispute les deux dernières courses de la saison, où il est notamment chargé des débuts à la suspension active de l'équipe. 
De retour à un simple rôle d'essayeur en 1993, il remporte en parallèle le championnat DTM avec Alfa Romeo. En 1994, menant toujours de front le DTM (troisième du championnat) et les essais chez Ferrari, il se voit offrir une nouvelle occasion de rouler en Grand Prix, lorsqu'il remplace Jean Alesi, blessé. Victime d'un accrochage avec Ayrton Senna et Mika Häkkinen au départ du Grand Prix du Pacifique, il obtient le meilleur résultat de sa carrière lors de l'épreuve suivante, à Imola, en se qualifiant sixième puis en terminant deuxième derrière Michael Schumacher, en ayant mené la course pendant six tours. Il ne peut pas laisser éclater sa joie sur le podium, sa performance étant totalement occultée par les accidents mortels de Roland Ratzenberger et Ayrton Senna. Il reste le dernier Italien à avoir inscrit des points et fait un podium chez Ferrari. 
Après deux saisons plus délicates en DTM (sixième puis onzième du championnat), sa fidélité à Ferrari est récompensée par l'obtention d'une place de pilote titulaire au sein de l'écurie suisse Sauber, motorisée par Ferrari, en 1997. Après cinq courses très décevantes durant lesquelles il se montre loin du niveau de performances de son coéquipier Johnny Herbert, il est remplacé par son compatriote Gianni Morbidelli. 
Larini quitte définitivement la Formule 1 pour retourner vers les courses de tourisme, avec Alfa Romeo. En 2005, il intègre le WTCC pour l'équipe Chevrolet ; il monte sur plusieurs podiums et termine cinquième du championnat en 2007. En 2009, il remporte sa seule victoire mondiale, à Marrakech, puis prend sa retraite à l'issue de la saison.

## Palmarès
- Champion d'Italie de Formule 3 en 1986
- Champion d'Italie de Supertourisme en 1992
- Champion du DTM en 1993 sur l'Alfa Romeo 155 V6 TI

## Résultats en championnat du monde de Formule 1
| Saison | Écurie                        | Châssis   | Moteur          | Pneus    | GP disputés | Points inscrits | Classement |
| ------ | ----------------------------- | --------- | --------------- | -------- | ----------- | --------------- | ---------- |
| 1987   | Enzo Coloni Racing Car System | FC187     | Ford V8         | Goodyear | 1           | 0               | n.c.       |
| 1988   | Osella Squadra Corse          | FA1I FA1L | Osella V8 turbo | Goodyear | 10          | 0               | n.c.       |
| 1989   | Osella Squadra Corse          | FA1M      | Ford V8         | Pirelli  | 8           | 0               | n.c.       |
| 1990   | Ligier Gitanes                | JS33B     | Ford V8         | Goodyear | 16          | 0               | n.c.       |
| 1991   | Modena Team SpA               | 291       | Lamborghini V12 | Goodyear | 5           | 0               | n.c.       |
| 1992   | Scuderia Ferrari SpA          | F92A      | Ferrari V12     | Goodyear | 2           | 0               | n.c.       |
| 1994   | Scuderia Ferrari              | 412 T1    | Ferrari V12     | Goodyear | 2           | 6               | 14e        |
| 1997   | Red Bull Sauber Petronas      | C16       | Petronas V10    | Goodyear | 5           | 1               | 19e        |